# Carlos Moreno (cineasta)
Carlos Moreno Herrera (Santiago de Cali, 28 de agosto de 1968) es un director de cine colombiano.

## Biografía
Es comunicador social de la Universidad del Valle con un magíster en Narrativa Audiovisual de la Universidad Autónoma de Barcelona (España). Ha trabajado como realizador y montador en diferentes formatos y géneros audiovisuales que van desde el documental, el cortometraje, largometraje, pasando por el videoclip, el video experimental y el spot publicitario, obras y proyectos que ha llevado a cabo en Colombia, Centroamérica y España.
Sus primeros pasos en la dirección se dieron en el documental con Chamberlain (1992), trabajo al que le siguieron en 1994 Apocalipsis, Cali rock, Besacalles y Rubén Darío, el poeta de la triste figura, los videoclips “Amor negro” de Secra, “La vida gira en espiral” y “Muerte bruja” de Dr. Faustus y el video experimental Aaaaa. Por esa misma época empezó su interés en experimentar y profundizar sus conocimientos en el montaje audiovisual, trabajando en obras como el documental Urbania (1993) y el experimental Circuito cerrado (1994).
En 1995, dirigió los documentales Cemento, Asfalto, Cal y Rock y Aterciopelados, apuntes para una crónica, el videoclip “Mil demonios” de Secra. También dirigió el video experimental Visitors y colaboró en el montaje de Embotellados, Había una vez y Vida pierruna. Posteriormente, en 1996, dirigió el videoclip “Llum de gas” de Les pellofes radioactives y el experimental Farewell.
Hasta el 2005 trabajó en la productora Patofeofilms, donde realizó más de 300 piezas como director, montajista y creativo, para clientes como el Canal Caracol, el Ministerio de Cultura, la Presidencia de la República, American Express, Gtech, ETB, Refisal y Coca-cola, trabajo que le ha merecido en nueve ocasiones el premio PROMAX de la BDA (International Broadcast Design Association).
En televisión ha sido director de series como Tiempo Final, Sin Retorno y Siquis para Fox-Telecolombia y Los caballeros las prefieren brutas producida por Laberinto Producciones para Sony Entertainment Televisión. Moreno ha sido montajista de los videoclips “Canto de Guerra” de Superlitio (2000), “Soñar despierto” de La Pestilencia (2001) y “Deja” de Sidestepper (2005), el video experimental Ángel Trip (2002), el documental El proyecto del diablo de Óscar Campo (1999), los realities Expedición Robinson y Reconocimiento Real (2002); también asesoró el montaje del cortometraje Lúdica Macábrica de Carlos Mogollón (2003) y Escobar, el patrón del mal (2012) de Caracol Televisión.
Entre 1999 y 2000 trabajó como asistente de dirección y montajista del premiado cortometraje Alguien mató algo de Jorge Navas y posteriormente realizó Fin de un mundo (Video Experimental, 2000) y el videoclip “Bella chica” de Marlon. Perro come perro (2007), su ópera prima, fue estrenada en competencia oficial en el Festival de Cine de Sundance en 2008. Éste ha sido invitado a más de 37 festivales, recibido más de 14 premios internacionales entre los que se destacan el Premio Coral Ópera Prima del Festival Internacional de Cine de La Habana; Best Feature Director, Jackson Hole Film Festival; Mejor Guion Original, Festival Iberoamericano de Cine de Huelva; Mejor Guion y Mejor Director, Festival de Cinema do Gramado; además de cinco premios nacionales de cine, nominación a los Premios Goya de la Academia de Cine de España, los Premios Ariel de la Academia de Cine Mexicano y ser la película presentada por Colombia a consideración de los premios Oscar en 2008.
Posteriormente, codirigió con Gerardo Muyshondt el documental Uno: la historia de un gol (2010), que trata acerca de la selección de fútbol de El Salvador y su participación en el Mundial de España '82, el cual fue estrenado en el Miami International Film Festival y Mención Honorífica en el Festival Internacional de Cine de Cartagena de Indias –FICCI-. Con Todos tus muertos (2011), su segunda película, ganó la convocatoria del Fondo para el Desarrollo Cinematográfico –FDC- en el 2009, hizo parte de la selección de la 18º Cine en Construcción del Festival Internacional de Cine de San Sebastián, España (2010), participó en la selección Oficial de la Competencia Internacional de Ficción (World Cinema Dramatic Competition), Festival de Cine de Sundance, donde fue merecedor del premio a Mejor Fotografía; también hizo parte de la Selección Oficial del Festival Internacional de Cine de Róterdam (Países Bajos, 2011). Su primera proyección en Colombia fue en el marco de la Selección Oficial de la Competencia Oficial Iberoamericana del Festival Internacional de Cine de Cartagena de Indias -FICCI- en 2011. Dirigió la película El cartel de los sapos que se estrenó en salas de cine en Colombia en 2012, producida por Manolo Cardona y que fue seleccionada por Colombia para la consideración a los Premios Oscar 2013. También fue el montajista de 180 segundos de Alexander Giraldo.

## Filmografía

### Cine
| Año  | Título                 | Nota |
| ---- | ---------------------- | ---- |
| 2020 | Lavaperros             |      |
| 2018 | Rubirosa 3             |      |
| 2018 | Rubirosa 2             |      |
| 2018 | Rubirosa               |      |
| 2016 | Amazonas               |      |
| 2015 | ¡Que viva la música!   |      |
| 2012 | El cartel de los sapos |      |
| 2011 | Todos tus muertos      |      |
| 2008 | Perro come perro       |      |

### Documentales
| Año  | Título                     | Nota |
| ---- | -------------------------- | ---- |
| 2016 | Guerras Ajenas             |      |
| 2010 | Uno: la historia de un gol |      |

## Televisión
| Año  | Título                                | Canal              | Nota        |
| ---- | ------------------------------------- | ------------------ | ----------- |
| 2019 | Decisiones: Unos ganan, otros pierden | Telemundo          | 1 episodio  |
| 2019 | Distrito salvaje                      | Netflix            |             |
| 2017 | El Chapo                              | Univision          | 4 episodios |
| 2016 | Blanca                                | Studio+            | Serie web   |
| 2016 | Azúcar                                | RCN Televisión     |             |
| 2015 | La tusa                               | Caracol Televisión |             |
| 2014 | Entre Panas                           |                    | Serie web   |
| 2012 | Escobar, el patrón del mal            | Caracol Televisión |             |
| 2011 | Mentes en shock                       | Fox Channel        |             |
| 2010 | Los caballeros las prefieren brutas   | Caracol Televisión |             |
| 2007 | Tiempo final                          | Fox Channel        | 2 episodios |